# 108% Bad News
『108% Bad News』（ひゃくはちパーセント バッド ニュース）は、くるり、空気公団、Natural Punch Drunkerを始めとするインディーズ・レーベル、バッドニュース所属のアーティストによるコンピレーションアルバム。2007年9月26日にバッドニュースより発売。

## 解説
- このアルバムは、インディーズ・レーベルのバッドニュース（流通は、現在はビクターエンタテインメント）に所属する（あるいはしていた）アーティストが、iTunes Storeでそれぞれ楽曲を配信開始することを記念して、全108曲で1,500円という破格の値段で提供された。NOISE McCARTNEY RECORDSのアーティストも参加している。
- このアルバムは、iTunes Storeのみ限定のアルバムであるため、CD発売はされていない。これだけ多くの楽曲が収録されているが、1曲目〜108曲目までトラック番号が通し番号で表示され、ディスク番号が複数ではないため、複数枚組のアルバムではなくなる。
- 108曲で1,500円であるが、別段1曲1曲が短いというわけでもない（数曲そのような楽曲もある）。60のアーティストが参加しており、有名・無名なアーティストを問わず、洋・邦問わず、表記上はオルタナティブだがヒップホップやパンク・ロックなど、ジャンルもさまざまで、バラエティ豊かなアルバムとなっている。
- 108%の「108」とは、バッドニュースが掲げているテーマのようで、人間の煩悩の数とされている数字・108からきている。特設サイトで一般から煩悩についてのエピソードを募る「Bonnou!」というコーナーが設けられている。
- 108曲に加え、くるりの「続きのない夢の中」のミュージックビデオが収録されている。この映像は、「ファンデリア (おまけつき)」（おまけつき盤は現在は廃盤、通常盤は取扱あり）にのみ収録されていたものである。

## 収録曲
オレンジ字は海外のアーティストによる楽曲。
- (音源)

1. 坂道 / くるり （作詞:平林優,岸田繁 作曲:岸田繁）
『ファンデリア』収録
2. APOTHEKE / Solea （作詞:Klahn Garrett 作曲:Loobkoff Sergie B）
『SOLEA』収録
3. COMING DOWN TO BEIJING / BRAIN FAILURE & BIG D AND THE KIDS TABLE （作詞・作曲:Xiao Rong）
『BEIJING TO BOSTON〜米中首脳会談』収録
4. Early Dayz Amazement / ShinSight Trio （作詞:Todman Andre E 作曲:Taoka Shinsuke）
『Shallow Nights Blurry Moon』収録
5. QUIET STORM / TWIGY featuring Little KANA （作詞:TWIGY,Little KANA 作曲:DJ YAS）
V.A.『続・悪名』収録
6. My Dear Soul Sister / チエコ・ビューティ （作詞・作曲:チエコ・ビューティ）
『Sweeter』収録
7. トリップ / KAO （作詞・作曲:KAO）
『a jewel box』収録
8. 風に乗った言葉 / 空気公団 （作詞・作曲:山崎ゆかり）
『あざやか』収録
9. Mr.グリーン / Boat （作詞:陳淑賢 作曲:阿瀬研一）
『フルーツ・リー』収録
10. ポートレイト / Natural Punch Drunker （作詞・作曲:井村洋）
『hereafter』収録
11. 決意はあるのか? / テルスター （作詞・作曲:横山マサアキ）
『ある決意』収録
12. ガンバッテヤンド / Diamantes （作詞・作曲:アルベルト城間）
『オキナワラティーナ』収録
13. I BELIEVE IT / GOOFY'S HOLIDAY （作詞・作曲:遠藤貴志,安井佳次,石田玄一郎）
『NOW AND THEN, HERE AND THERE』収録
14. 夕暮れの街 / ゆーきゃん with his best friends （作詞・作曲:ゆーきゃん）
『sang』収録
15. 風灰 / popcatcher （作詞:久保田匡彦 作曲:popcatcher）
『poikilotherms』収録
16. モノトーン / 越後屋 （作詞・作曲:藤井隆之進）
『2001.01demo』収録
17. 爆走センチメンタル / DR.SNUFKIN （作詞・作曲:戸澤栄人,森研一郎,菅沼満,木村壮）
『アジア』収録
18. ローランダー / かげぼうし （作詞・作曲:大塚勇里）
『アンダンテ』収録
19. THE END OF THE WORLD / EASY GRIP （作詞・作曲:増田和也）
『THE END OF THE WORLD』収録
20. Cry Cry / LUCKY LIPS （作詞・作曲:小林努）
『COLOUR』収録
21. 獣欲ウルトラ / 宙ブラリ 
『獣欲ウルトラ』収録
22. ライダー / HICKSVILLE （作曲:Terry Sonny）
『ライダー』収録
23. ORANGE SEXIMO / MONGHANG （作詞:BA 作曲:Keitaimo Wuja Bin Bin,Yohei Bohemian）
『MONG HANG』収録
24. passy / ORANGE CUBE （作詞:三澤香織 作曲:岡野友彦）
『スノウフォール』収録
25. What is now? / Hang On The Box （作詞・作曲:Wang Yue）
『Di Di Di』収録
26. GT1984 / スパナ （作詞:ハルコ 作曲:リョウスケ）
『11007』収録
27. COME CLEAN / GOOFY'S HOLIDAY （作詞・作曲:遠藤貴志,安井佳次,石田玄一郎,大浦智浩）
『monochrome』収録
28. 素直になって / コーチガリー （作詞・作曲:佐々木真之）
『あいたい気持ち』収録
29. PRETTY-B / スペースカンフーマン （作詞・作曲:片山智之,小林哉,阿瀬研一,小泉直規,木村雅大）
『ドカリズムワイルド』収録
30. 僕らは電気の原始人 / BAD STUFF （作詞・作曲:森島映）
『僕らは電気の原始人』収録
31. TOMORROW IS ANOTHER DAY / EASY GRIP （作詞・作曲:増田和也）
『brand new way』収録
32. 魂ゆらゆら　 / メンボーズ （作詞・作曲:中村房代）
『はね』収録
33. orange riSING (Work OF MEN） / PEACE PILL （作詞・作曲:浅野忠信）
『FARMAR TUNE』収録
34. ミルクカート / コプター4016882 
『キラーパルス』収録
35. BLOODY SUN / SPECTRON （作詞:ユウジ.,ユキ.,ヒデ. 作曲:SPECTRON）
『DOW』収録
36. 三日に一度は / チエコビューティー （作詞・作曲:チエコ・ビューティー）
『Beauty's Bonus』収録
37. Call the Police / Brain Failure （作詞・作曲:Xiao Rong）
『ターン・オン・ザ・ディストーション!』収録
38. 日々 / エビタイガー （作詞・作曲:岩井拓也）
『「日々」』収録
39. THE ANSWER WAS RIGHT IN FRONT OF ME / Solea （作詞:Klahn Garrett T 作曲:Loobkoff Sergie B）
『FINALLY WE ARE NOWHERE』収録
40. もうひとつの世界 / RINO （作詞:RINO 作曲:YAS）
V.A.『悪名』収録
41. GUINESS BOOK OF RECORD / ベロテクス （作詞:木村香 作曲:木村香,千葉恵,木村雅大）
『サニーズ・ギネス』収録
42. 白いリボン　 / 空気公団 （作詞・作曲:山崎ゆかり）
『おくりもの』収録
43. SMILE / Rivet （作詞・作曲:鈴木博之）
『Greatest Time』収録
44. 蒼く歪む街 / 惑星 （作詞:岸田研二 作曲:岸田研二,清水義将）
『アコースティック』収録
45. Your Choice Way Is・・・ / GOOFY'S HOLIDAY （作詞・作曲:遠藤貴志,安井佳次,石田玄一郎）
『Maybe Tomorrow...』収録
46. KILL KILL(I WANNA QUILL YOU, WHAT DO YOU WANT?) / Boat （作詞:陳淑賢 作曲:阿瀬研一）
『ソウル、スラッシュ、トレイン』収録
47. LIAR / EASY GRIP （作詞・作曲:増田和也）
『FEEL SO FINE』収録
48. 太陽の子 / the coleslaw （作詞・作曲:遠藤勇樹）
『バンブーグラス』収録
49. Astral Astronauts / スプージーズ （作詞・作曲:松江潤）
『スプージーズ』収録
50. アリガト / KAO （作詞・作曲:三澤香織）
『sweet rhodes』収録
51. Fuck You Bitch / tHe GABOO 
『80's tTH GABOO L..P.』収録
52. Finderrr / you and me together （作詞:マブチ 作曲:影彦）
『ザ・サード』収録
53. .鉄の掟(KUNG-FU HOUSE MIX) / スペースカンフーマン 
『スポイ2』収録
54. 日和系 / Epoxy （作詞・作曲:山田宏道）
『ガスバシ』収録
55. 街に残る / テルスター （作詞・作曲:横山雅明）
『テルスター対策』収録
56. ポエム / Natural Punch Drunker （作詞・作曲:井村洋）
『Natural Punch Drunker』収録
57. 陽はまた昇る / 宙ブラリ （作詞:南謙一 作曲:南謙一,志賀智範,山口重之）
『陽はまた昇る』収録
58. CR-2032 / スパナ 
『ゼロ・ゼロ・ゼロ・サン・ニー・イチ』収録
59. ONE WAY / GOOFY'S HOLIDAY （作詞・作曲:遠藤貴志,安井佳次,石田玄一郎）
『bridge』収録
60. 恋のダンサー / ヒダリ （作詞・作曲:上月大介,青木ヨーマ,太田ヒロシ）
『ヒダリのしっぽ』収録
61. FUNKY BALANCE / LM （作詞・作曲:浅野忠信）
『フィリスト』収録
62. 2,4,EVER / カラテサイコ 
『FUN FUN FUN』収録
63. SUN FLOWER / WAR WHOOP （作詞・作曲:櫻井俊夫）
『BACK STABBER』収録
64. 休日は雨 / 古里おさむ （作詞・作曲:古里おさむ）
『ロードショー』収録
65. REFRIGERATOR / ラージ400 
『サンフランシスコ』収録
66. やさしい朝 / 空気公団 （作詞:山田英治 作曲:山崎ゆかり）
『やさしい朝』収録
67. SELFISH GIRL STRUT / EASY GRIP （作詞・作曲:増田和也）
『TEENAGE GRAFFITTI』収録
68. アオイクルマ / スポーツマン （作詞:高原徳子 作曲:41751）
『アオイクルマ』収録
69. ヨハクのチカラ / manwoman 
『道標』収録
70. 恋かもしれない / はやしいと （作詞・作曲:林維斗）
『晴れの日のまえの日』収録
71. はなて! / DR.SNUFKIN （作詞:戸澤栄人 作曲:戸澤栄人,木村荘,杉山雅克）
『camp site』収録
72. Passin By / ShinSight Trio （作詞:Toddman Andre E 作曲:Taoka Shinsuke）
『Shallow Nights Blurry Moon』収録
73. INTERFERENCE / OAT MEAL ／ EASY GRIP （作詞:奈部川光義 作曲:奈部川光義,内島隆雄,秋元孝治,山崎裕一郎）
『DOCK OF BAY』収録
74. lipolamo / ORANGE CUBE （作詞・作曲:三澤香織）
『ウォーム・サマー・フォー・アナザー・マイル〜1マイル遠くへ〜』収録
75. WHERE IS MY DREAM? / GOOFY'S HOLIDAY （作詞・作曲:遠藤貴志,安井佳次,石田玄一郎）
『GOOFY'S HOLIDAY』収録
76. MY BRILLIANT PAST IS RIGHT / n.h.k. 
『ナイス・ホーム・キッチン』収録
77. 話しかけてもムダだって / テルスター （作詞・作曲:横山雅明）
『テルスター』収録
78. Summer Day　 / Natural Punch Drunker （作詞・作曲:井村洋）
『landscape』収録
79. SURF DEVOLUTION / Spoozys （作曲:松江潤）
『アストロ99』収録
80. たんぽぽ / 山葉 （作詞・作曲:中村房代）
『弓になって』収録
81. LIE / ロリモップ 
『GAPPER/ATTACK/RIDER』収録
82. 俺の言い分 / G.K.MARYAN featuring UZI （作詞:G.K.MARYAN,UZI 作曲:KEN-BO）
V.A.『続・悪名』収録
83. MY SWINGING STYLE / EASY GRIP （作詞・作曲:増田和也）
『MY SWINGING STYLE』収録
84. Round & Round(Original Mix) / スパナ 
『10421』収録
85. 蛾 / SPECTRON （作詞・作曲:松丸裕二）
『スペクト論』収録
86. 街に風が吹く〜七つの鐘を鳴らせ〜 / 上新功祐 （作詞・作曲:上新功祐）
『七つの鐘』収録
87. Coming to the USA / Brain Failure （作詞:Xiao Rong 作曲:Shi Xu Dong,Xiao Rong,Wang Jian,Xu Lin）
『AMERICAN DREAMER』収録
88. coffee / コプター4016882 
『ミックフォン』収録
89. GETTING LOST / GOOFY'S HOLIDAY （作詞・作曲:遠藤貴志,大浦智浩,安井佳次,石田玄一郎）
『3111』収録
90. OK / LUCKY LIPS （作詞・作曲:小林努）
『COLOUR』収録
91. 太陽に吠えろ / 宙ブラリ 
『デーデーライダー』収録
92. 水鏡 / 越後屋 （作詞・作曲:藤井隆之進）
『you reverse the Universe』収録
93. ピーチ・キャッスル / スペースカンフーマン （作曲:片山智之,小林哉,辻野洋,小泉直規,阿瀬研一）
『スポイツ』収録
94. 沖縄ミ・アモール / Diamantes （作詞・作曲:アルベルト城間）
『オキナワラティーナ』収録
95. MESOPOTAMIA / mong hang （作詞:BA 作曲:Keitaimo Wuja Bin Bin）
『MONG HANG』収録
96. DO THE MIRACLE / チエコビューティー （作詞:チエコ・ビューティー 作曲:青木達之）
『Beauty's』収録
97. big bang / PEACE PILL （作詞・作曲:浅野忠信）
『PC.P』収録
98. あの日のエナジー / かげぼうし （作詞・作曲:大塚勇里）
『アンダンテ』収録
99. 月夜の花 / ドクター・スナフキン （作詞・作曲:戸澤栄人,菅沼満,木村壮）
『月夜の花』収録
100. ふたりのしるし / KAO （作詞・作曲:KAO）
『POLKA DOTS CANDY』収録
101. NIGHT AND DAY / Solea （作詞・作曲:Klahn Garrett T）
『SOLEA』収録
102. ラプソディ / ゆーきゃん with his best friends （作詞・作曲:ゆーきゃん）
『sang』収録
103. 6 th day / popcatcher （作詞:一瀬正和 作曲:popcatcher）
『poikilotherms』収録
104. ウォティパティ / Boat （作詞:陳淑賢 作曲:阿瀬研一）
『フルーツ・リー』収録
105. LOOKING FOR TRUE COLORS / EASY GRIP （作詞・作曲:増田和也）
『It's EASY, GRIP EVERTHING!』収録
106. 6月のポムさん / 空気公団 （作詞:山崎ゆかり 作曲:戸川由幸）
『あざやか』収録
107. そのまま進むのだ / テルスター （作詞・作曲:横山マサアキ）
『心ふるわせたこと』収録
108. 新聞詠み河内音頭「ピース・フェスティバル打ち上げ音頭」 / 河内家菊水丸 （作詞・作曲:河内家菊水丸）
『バッドニュース　アントニオ猪木一代記』収録
ライブ音源での収録。MCも入っている。

- (映像)

1. 続きのない夢の中 / くるり （作詞・作曲:岸田繁）
『ファンデリア (おまけつき)』のエクストラトラックとして収録